# اکدام، کوزان
اکدام، کوزان (به لاتین: Akdam, Kozan) یک  Köy  در ترکیه است که در استان آدانا واقع شده‌است.